# FC2
FC2 inc. es una empresa japonesa de servicios web global, que proporciona varios servicios web, con sede en Las Vegas, Nevada, EE. UU.. Pero, los trabajos publicitarios se realizan en una empresa contratada en Osaka, Japón. 
La empresa fue fundada en julio de 1997 con capital americano. 
El CEO es Riyo Takahashi. 
Últimamente se está esforzando en expandir sus servicios en idiomas como inglés, chino, coreano, alemán, francés, español, etc. 

## Servicios
FC2 Bitácora, FC2 Vídeo, FC2 Análisis Web, FC2 Contador etc. 

## FC2 Bitácora
Se dice que FC2 Bitácora (blog) cuenta con el mayor número de usuarios en Japón. Sobre todo, es muy popular entre los jóvenes aficionados a los dibujo animados, manga, videojuegos, etc..
A partir de mayo de 2008 está Fc2 proporciona sus servicios en varios idiomas así como inglés, chino simplificado y tradicional, coreano, alemán, español, francés, ruso y tailandés.
Según el informe de diciembre de 2007 el número mensual de páginas vistas queda situado en más de 2600000000. 

## Desarrollo
La empresa se ha desarrollado de la siguiente manera: 
- 1999

En el mes de julio se inicia el servicio "Web hosting service". 
- 2001

En el mes de febrero se inicia "FC2WEB", servicio gratuito de página web y, el servicio de alquiler del servidor y el dominio.
En el mes de abril se inicia "Suggoi Contador"(すっごいカウンターサービス), un servicio de contador magnífico. 
- 2002

En el mes de febrero se inicia el servicio "Publicidad web".
En el mes de julio se inicia el servicio "Alquiler de servidor exclusivo". 
- 2003

En el mes de enero se inicia el servicio gratuito "Análisis de acceso" y "Alquiler de BBS".
En el mes de febrero se inicia el servicio guratuito "Alquiler de la página web para el móvil".
En el mes de mayo se inicia el servicio gratuito "Alquiler del sistema de voto y, "Alquiler del diario con dibujo".
En el mes de julio se inicia el servicio "FC2 Afiliación".
En el mes de noviembre se inicia el servicio gratuito "Alquiler de chat". 
- 2004

En el mes de mayo se inicia el servicio "Formulario de correo electrónico".
En el mes de septiembre se inicia el servicio "Búsqueda de noticias" y, "FC2 Red".
En el mes de octubre se inicia el servicio "FC2 Bitácora" en japonés.
En el mes de noviembre se inicia el servicio gratuito "Alquiler de Shopping Cart". 
- 2005

En el mes de febrero se inicia el servicio gratuito de "Página web" en versión modificada y, el servicio de "FC2ID", con la que administra todos los servicios de FC2.
En el mes de marzo se inicia el servicio gratuito "Marcador".
En el mes de agosto se inicia el servicio "Blog-Junkie" y "FC2 Ranking Service".
- 2006

En el mes de enero se inicia el servicio "Blog-Ranking" y "FC2 Contador".
En el mes de abril se inicia el servicio "Alquiler SNS".
En el mes de julio se inicia el servicio "FC2 My Serch Service".
En el mes de agosto renueva el sitio "FC2 Marcador" y, revisa el sistema "FC2 Alquiler Servidor" y "FC2 Dominio".
En el mes de octubre se inicia el servicio "SEO Link Service" y, "FC2 Keyword Service". 
- 2007

En el mes de febrero se inicia el servicio "FC2 Social Spam Service".
En el mes de mayo se inicia el servicio "FC2 Icono Service" y "FC2 Venta y compra de artículos".
En el mes de julio se inicia el servicio "FC2 Mini-bitácora PIYO".
En el mes de agosto se inicia el servicio "FC2 Perfil".
En el mes de octubre se inicia el servicio "FC2 Publicidad Viral". 
- 2008

En el mes de abril se inicia el servicio "FC2 Decope" y, "FC2 Contador" en inglés, chino simplificado y tradicional. 
En el mes de mayo se inicia el servicio "FC2 Aplauso" y, "FC2 Blog" en inglés.
En el mes de junio se inicia el servicio "FC2 Creater Service".
En el mes de julio se inicia el servicio "FC2 Bitácora" en chino tradicional y "FC2 Minituarización de imagen".
En el mes de agosto se inicia el servicio "FC2 Bitácora" en chino simplificado. 
En el mes de noviembre se inicia el servicio "FC2 Novela". 
- 2009

En el mes de enero se inicia el servicio "FC2 Bitácora" en coreano y tailandés. 
En el mes de febrero se inicia el servicio "FC2 Bitácora" en español y alemán. 
En el mes de abril se inicia el servicio "FC2 Bitácora" en ruso. 
En el mes de mayo se inicia el servicio "FC2 Bitácora" en francés. 
En el mes de julio se inicia el servicio "FC2 Contador" en coreano, español, alemán, francés y ruso. 
En el mes de agosto se inicia el servicio "FC2 Backservice".
En el mes de septiembre se inicia el servicio "FC2 Vídeo" en inglés, chino simplificado y tradicional, coreano, español, alemán, francés y ruso.
En el mes de octubre se inicia el servicio "FC2 Alquiler del servidor Lite". 
En el mes de diciembre se inicia el servicio "FC2 Análisis Web" en inglés, chino simplificado y tradicional, coreano, español, alemán, francés y ruso. 